# Alice Botez
Alice Botez (nume la naștere Alisa, n. 22 septembrie 1914, Slatina, Olt, România – d. 27 octombrie 1985, București, România) a fost o prozatoare română.

## Date biografice
A făcut studii de logică și psihologie la Facultatea de Litere și Filozofie a Universității din București (1933-1938). Și-a făcut debutul publicistic în 1937. Între 1940 și 1942 susține cronica literară a cotidianului "Vremea". În 1968 a debutat editorial cu romanul „Iarna Fimbul”. În 2001 i s-a publicat jurnalul sub numele Cartea realităților fantastice. A fost o bună prietenă cu Jeni Acterian, autoarea Jurnalului unei fete greu de mulțumit, jurnal apărut postum.
Liviu Petrescu, în „Dicționarul Scriitorilor Români”, scrie despre Alice Botez: „[ea] prezintă în proza sa, asemenea lui Ianus, o față dublă arătând o vie receptivitate pentru experimentele și căutarile prozei moderne.”

## Scrieri
- Iarna fimbul, 1968
- Pădurea și trei zile, 1970, roman poetic
- Dioptrele sau Dialog la zidul caucazian, 1975, poem dramatic
- Emisfera de dor, 1979, roman istoric
- Eclipsa, 1979, parabola
- Insula albă, 1984, povestiri
- Cartea realităților fantastice, 2001, jurnal

## Premii
- Premiul Uniunii Scriitorilor din România, 1979[5]